# Camí de la Barraqueta
El Camí de la Barraqueta és un camí que circula pel terme de Reus, al Baix Camp.
És el bocí de més al sud del Camí dels Cinc Camins, que a l'altura del Mas de la Victòria es bifurca, i un tram va també pel camí del Mas de Gassot. Desemboca a la carretera d'Alcolea o de Falset, passant sota la via del tren, a poca distància de la Barraqueta. Abans de construir-se la carretera connectava amb el camí de l'Aleixar.
La Barraqueta era un petit hostal a tocar la carretera vella de l'Aleixar, a la vora esquerra del barranc de la Barraqueta. És un edifici abandonat i molt malmès.